# Форд (Ирландия)
Форд (англ. Ford; ирл. An tÁdh) — деревня в Ирландии, находится в графстве Уэксфорд (провинция Ленстер).

## Демография
Население — 467 человек (по переписи 2006 года). В 2002 году население составляло 378 человек.
Данные переписи 2006 года:
| Общие демографические показатели |               |                               |                               |      |      |
| Всё население                    | Всё население | Изменения населения 2002—2006 | Изменения населения 2002—2006 | 2006 | 2006 |
| 2002                             | 2006          | чел.                          | %                             | муж. | жен. |
| 378                              | 467           | 89                            | 23,5                          | 216  | 251  |